# Tunel Omiš
Tunel Omiš, obilaznica Omiša ili dionica Dugi Rat - Omiš naziv je 1471 metar dugačkog tunela vrijednog 280 milijuna kuna koji je važan dio buduće omiške obilaznice kako bi se rasteretio promet kroz sami centar Omiša koji dnevno prođe više od 50 000 vozila. Dio je nepostojeće brze ceste Trogir - Split - Omiš.

## Povijest
Iznad Omiša 2012. prokopan je tunel koji je trebao biti važan dio buduće omiške obilaznice jer je sam centar Omiša dio Jadranske magistrale. U ljetnim mjesecima kroz centar Omiša prođe 50 000 – 60 000 vozila; zbog toga se nekad od Splita do Omiša vozi gotovo sat vremena, pri čemu više od polovice vremena otpada na pokušaj probijanja kroz grad. 
Stoga se početkom desetljeća ambiciozno prionulo projektu gradnje omiške obilaznice, koja bi trebala značajno smanjiti gužve. Godine 2012. probijen je prvi, čak 280 milijuna kuna vrijedan tunel koji kreće od izlaza iz Omiša kroz brdo prema Cetini. 
Probijena je rupa duga 1471 metar, a projekt je trebao biti nastavljen gradnjom mosta, zatim gradnjom još jednog tunela na suprotnoj strani kanjona, a onda bi u izgradnji krenule pristupne ceste. Time bi se počela koturati priča o državnoj cesti D70 koja bi brzo i jednostavno ljude odvozila na pravcu Split - Omiš, bez čekanja u dugim kolonama. 
S gradske strane ulaz u tunel blokiran je ogradama investitora. Stručnjaci upozoravaju da probijeni tunel ne zadovoljava osnovne sigurnosne standarde. 
Most iznad Cetine bit će dug 140 metara, a tunel Komorjak 600 metara, te će se njihovom izgradnjom napokon spojiti logična cjelina iznad Omiša i ovaj grad barem djelomično rasteretiti nesnosnih prometnih gužvi. Već izgrađeni istočni dio, koji godinama nije u funkciji, preko tunela i mosta spojit će se na ceste u zaleđu u smjeru Splita, na što će ukupno biti utrošeno 180 milijuna kuna. Po planovima, iduće godine potrošit će se oko 40 milijuna kuna.
Obilaznica Omiša jedna je od faza buduće brze ceste od Solina do Omiša, nedavno nazvane 'Multimodalna platforma splitske aglomeracije', nekoliko stotina milijuna eura vrijednog projekta za koji se priprema prijava na europske fondove. Na proljetnoj sjednici Vlade u Splitu proglašena je strateškim državnim projektom, zajedno s novim pristupom s autoceste prema Splitu te željezničkim povezivanjem trajektne i zračne luke. Radi se o uvjerljivo najzagušenijoj prometnici u državi s dvije najopterećenije točke, Solin i Stobreč, kojima dnevno prometuje oko 60 tisuća vozila.
Planirana je izgradnja oko 20 kilometara nove brze ceste južnim obroncima brda, uz pristup budućoj 'ljetnoj' trajektnoj luci u mjestu Krilo Jesenice te izbjegavanje vrlo opterećenih križanja i uskih grla, ali i temeljita obnova postojeće magistrale uz more koja bi postala značajna isključivo za lokalni i turistički promet.
Kako se tek obavljaju pripreme za prijavu projekta za sredstva iz europskih fondova, što će biti moguće u idućoj financijskoj perspektivi Europske unije za razdoblje od 2020. do 2027. godine, u međuvremenu će Hrvatske ceste investirati i na zapadnom dijelu brze ceste, odnosno na području Solina i Splita. U rujnu je potpisan ugovor za istražne radove i projektiranje na dionici Mravince – TTTS, s rokom od godine dana, pa se očekuje da će i ondje koncem iduće godine biti raspisan natječaj za gradnju. Tom dionicom dio tranzitnog prometa napokon bi se izmjestio s Ulice Zbora narodne garde.
Ukupna vrijednost splitske obilaznice trebala je biti 170 milijuna eura, ali je na omiški dio od toga je otpadalo 326 milijuna kuna. Trebalo se izgraditi ne samo dva kilometra brze ceste, nego i tri vijadukta, te dva tunela (jedan od 226, a drugi od 1471 metra).
Potrebno je izgraditi 150 metara dugi most, a nakon njega i novi tunel sa spojem na cestu koja vodi do Naklica i dalje preko Tugara i Srinjina do Splita. Investicija je to od dodatnih stotinjak milijuna kuna.